# Ramatoulie Othman
Ramatoulie Onikepo Othman est une écrivaine gambienne de l'ethnie marabout Oku.

## Biographie
Elle a fait ses études primaires et secondaires à Freetown, en Sierra Leone. Elle a ensuite étudié l'administration (secrétariat) à la Presentation Girls Vocational School de Banjul.

## Carrière
Au début des années 1980, elle a travaillé comme assistante sociale au ministère de la Protection sociale de Banjul et comme reporter. Entre 1983 et 1994, elle a écrit comme journaliste indépendante pour les journaux nigérians Daily Times et National Concord. En 1993, elle a joué dans le festival du film TeleTest, organisé par la Nigerian Television Authority (NTA). Vers 1996, elle a écrit pour le Daily Observer.
En 1999, elle a publié « Un héritage précieux », un livre sur l'histoire du peuple musulman Aku, dont elle pense qu'il trouve ses racines dans les esclaves affranchis et les colons de Freetown, de Sierra Leone et des Antilles,. Son roman « Prix coûteux » (2005) aborde le tourisme en Gambie et la question des sans-abri gambiens,.
De 2010 à 2018, elle a été trésorière de l'Association des écrivains de Gambie (WAG),. En 2023, elle a été sélectionnée pour la résidence internationale d'écrivains Ebedi à Iseyin, au Nigéria.

## Œuvres
- The Views of an Onlooker (1991) – Recueil de ses articles de presse publiés au Nigéria.
- A Cherished Heritage: Tracing the Roots of the Oku Marabout (1999) – Étude historique, publiée en Gambie par Edward Francis Small Printing Press.
- Costly Prices (2005) – Un roman publié par Ahmadiyya Muslim Centenary Press.